# Aérodrome de Bafoulabé
L'aérodrome de Bafoulabé est une piste d'atterrissage desservant Bafoulabé, une ville et une commune du cercle de Bafoulabé dans la région de Kayes au Mali. Bafoulabé est sur le fleuve Sénégal, à sa confluence avec les fleuves Bafing et Bakoye. L'aéroport est situé à l'ouest de la ville.
L'aérodrome se situe à une altitude de 116 mètres au-dessus du niveau moyen de la mer et possède une piste de 900 mètres de long.
La station VOR-DME de Kayes se situe à 97 kilomètres au nord-ouest de l'aéroport.